# Prinskensmolen
De Prinskensmolen is een windmolen in de Antwerpse plaats Meerhout, gelegen aan de Prinskensmolenweg.
Deze molen van het type standerdmolen fungeerde als korenmolen.

## Geschiedenis
Op de Weversberg stond al vanaf ongeveer 1200 een molen. De molen was eigendom van de heren van Diest en was aldus van 1500 tot 1820 in bezit van de prinsen van Oranje, waaraan de molen zijn naam te danken heeft. In 1728 werd de molen grondig hersteld of herbouwd. In 1820 werd de molen verkocht aan een particulier.
In 1968 verloor de molen een roede en raakte daarna in verval, hoewel hij in 1969 een beschermde status kreeg. De molen werd in 1978 aangekocht door de gemeente en in 1980 werd hij maalvaardig hersteld.
In 2017 werd houtworm in het balkwerk geconstateerd en werd de molenkast gelicht. Door vergassing werd de houtworm bestreden. De molen wacht (2021) op definitieve restauratie.